# Sally Hodge
Sally Ann Hodge-McKenzie (nascida em 31 de maio de 1966) é uma ex-ciclista de pista britânica. Representou o Reino Unido em duas edições dos Jogos Olímpicos, começando em 1988.